# Astralium confragosum
Astralium confragosum is een slakkensoort uit de familie van de Turbinidae. De wetenschappelijke naam van de soort is voor het eerst geldig gepubliceerd in 1851 door Gould.